# Yidian (köpinghuvudort i Kina, Shaanxi, lat 34,40, long 107,75)
Yidian är en köpinghuvudort i Kina. Den ligger i provinsen Shaanxi, i den nordvästra delen av landet, omkring 110 kilometer väster om provinshuvudstaden Xi'an. Antalet invånare är 33 906. Befolkningen består av 16 521 kvinnor och 17 385 män. Barn under 15 år utgör 12,0 %, vuxna 15-64 år 78 %, och äldre över 65 år 8,0 %.
Runt Yidian är det tätbefolkat, med 511 invånare per kvadratkilometer. Närmaste större samhälle är Fufeng, 12,0 km öster om Yidian. Trakten runt Yidian består till största delen av jordbruksmark.
Genomsnittlig årsnederbörd är 730 millimeter. Den regnigaste månaden är september, med i genomsnitt 159 mm nederbörd, och den torraste är december, med 2 mm nederbörd.